# Tronville-en-Barrois
Tronville-en-Barrois és un municipi francès situat al departament del Mosa i a la regió del Gran Est. L'any 2007 tenia 1.658 habitants.

## Demografia

### Població
El 2007 la població de fet de Tronville-en-Barrois era de 1.658 persones. Hi havia 688 famílies, de les quals 200 eren unipersonals (83 homes vivint sols i 117 dones vivint soles), 213 parelles sense fills, 175 parelles amb fills i 100 famílies monoparentals amb fills.
La població ha evolucionat segons el següent gràfic:
Habitants censats

### Habitatges
El 2007 hi havia 824 habitatges, 706 eren l'habitatge principal de la família, 1 era una segona residència i 116 estaven desocupats. 554 eren cases i 268 eren apartaments. Dels 706 habitatges principals, 429 estaven ocupats pels seus propietaris, 274 estaven llogats i ocupats pels llogaters i 3 estaven cedits a títol gratuït; 24 tenien dues cambres, 91 en tenien tres, 223 en tenien quatre i 368 en tenien cinc o més. 474 habitatges disposaven pel capbaix d'una plaça de pàrquing. A 342 habitatges hi havia un automòbil i a 250 n'hi havia dos o més.

### Piràmide de població
La piràmide de població per edats i sexe el 2009 era:
| Homes | Edats   | Dones |
| ----- | ------- | ----- |
| 0     | 95 o +  | 0     |
| 0     | 90 a 94 | 0     |
| 8     | 85 a 89 | 16    |
| 0     | 80 a 84 | 8     |
| 20    | 75 a 79 | 40    |
| 28    | 70 a 74 | 48    |
| 48    | 65 a 69 | 24    |
| 40    | 60 a 64 | 44    |
| 36    | 55 a 59 | 40    |
| 64    | 50 a 54 | 72    |
| 68    | 45 a 49 | 72    |
| 76    | 40 a 44 | 64    |
| 104   | 35 a 39 | 80    |
| 64    | 30 a 34 | 68    |
| 96    | 25 a 29 | 120   |
| 40    | 20 a 24 | 52    |
| 72    | 15 a 19 | 69    |
| 104   | 10 a 14 | 132   |
| 68    | 5 a 9   | 68    |
| 72    | 0 a 4   | 72    |

## Economia
El 2007 la població en edat de treballar era de 1.076 persones, 746 eren actives i 330 eren inactives. De les 746 persones actives 616 estaven ocupades (324 homes i 292 dones) i 130 estaven aturades (65 homes i 65 dones). De les 330 persones inactives 144 estaven jubilades, 91 estaven estudiant i 95 estaven classificades com a «altres inactius».

### Ingressos
El 2009 a Tronville-en-Barrois hi havia 681 unitats fiscals que integraven 1.619 persones, la mediana anual d'ingressos fiscals per persona era de 15.964 €.

### Activitats econòmiques
Dels 59 establiments que hi havia el 2007, 2 eren d'empreses extractives, 1 d'una empresa alimentària, 4 d'empreses de fabricació de material elèctric, 6 d'empreses de fabricació d'altres productes industrials, 6 d'empreses de construcció, 9 d'empreses de comerç i reparació d'automòbils, 3 d'empreses de transport, 2 d'empreses d'hostatgeria i restauració, 3 d'empreses financeres, 4 d'empreses immobiliàries, 5 d'empreses de serveis, 7 d'entitats de l'administració pública i 7 d'empreses classificades com a «altres activitats de serveis».
Dels 12 establiments de servei als particulars que hi havia el 2009, 1 era una oficina de correu, 1 una oficina bancària, 1 guixaire pintor, 2 lampisteries, 1 electricista, 1 empresa de construcció, 3 perruqueries, 1 restaurant i 1 agència immobiliària.
Dels 4 establiments comercials que hi havia el 2009, 1 era una botiga de menys de 120 m², 1 una fleca, 1 una llibreria i 1 una botiga de material de revestiment de parets i terra.
L'any 2000 a Tronville-en-Barrois hi havia 7 explotacions agrícoles que ocupaven un total de 628 hectàrees.

## Equipaments sanitaris i escolars
L'únic equipament sanitari que hi havia el 2009 era una farmàcia.
El 2009 hi havia 1 escola maternal i 1 escola elemental.

## Poblacions més properes
El següent diagrama mostra les poblacions més properes.